# Kjetil Borry
Kjetil Borry (16 augustus 1994) is een Belgisch voetballer die als linksback speelt.

## Clubcarrière
Borry is een jeugdproduct van SV Roeselare. Op 3 augustus 2013 debuteerde de linksachter in de tweede klasse tegen Mouscron-Péruwelz. In zijn debuutseizoen kwam hij tot een totaal van achttien competitieduels. Op 18 oktober 2014 maakte hij zijn eerste doelpunt in het betaald voetbal in de uitwedstrijd tegen Dessel Sport.

## Carrièrestatistieken
| Seizoen                        | Club             | Land   | Reeks              | Competitie | Beker | Goals |
| ------------------------------ | ---------------- | ------ | ------------------ | ---------- | ----- | ----- |
| 2013/14                        | KSV Roeselare    | België | Tweede klasse      | 18         | 2     | 0     |
| 2014/15                        | KSV Roeselare    | België | Tweede klasse      | 29         | 2     | 2     |
| 2015/16                        | KSV Roeselare    | België | Tweede klasse      | 29         | 1     | 2     |
| 2016/17                        | Waasland-Beveren | België | Jupiler Pro League | 1          | 0     | 1     |
| 2017/18                        | KSV Roeselare    | België | Proximus League    | 15         | 0     | 0     |
| 2018/19                        | KSV Roeselare    | België | Proximus League    | 20         | 0     | 2     |
| Totaal                         | Totaal           | Totaal | Totaal             | 112        | 5     | 7     |
| Bijgewerkt op 14 augustus 2018 |                  |        |                    |            |       |       |